# Saint-Flour
Saint-Flour (occitansk: Sant Flor) er en kommune og by i departementet Cantal i regionen Auvergne-Rhône-Alpes i det centrale Frankrig. Dets indbyggere kaldes Sanflorains.

## Historie
Der er flere dysser omkring Saint-Flour samt spor af bosættelser fra bronzealderen.